# 甘比亞殖民地和保護國
甘比亞殖民地和保護國（Gambia Colony and Protectorate）是大英帝國在非洲的殖民地之一，位於現今的岡比亞。存在時間為1816年至1965年。
1816年，英國陸軍中校亞歷山大·格蘭特向科姆波國王購買了岡比亞河河口的聖瑪麗島，在島上建立了殖民地據點巴瑟斯特，以當時的陸軍及殖民地大臣第三代巴瑟斯特伯爵亨利·巴瑟斯特命名。1901年英國陸軍在當地籌組甘比亞軍團，作為皇家西非先鋒軍的一部分。
隨著1960年代非洲的非殖民化進行，甘比亞在1965年從英國獨立，並成為大英國協的成員。達烏達·賈瓦拉成為第一任總理。